# طاولة شطرنج

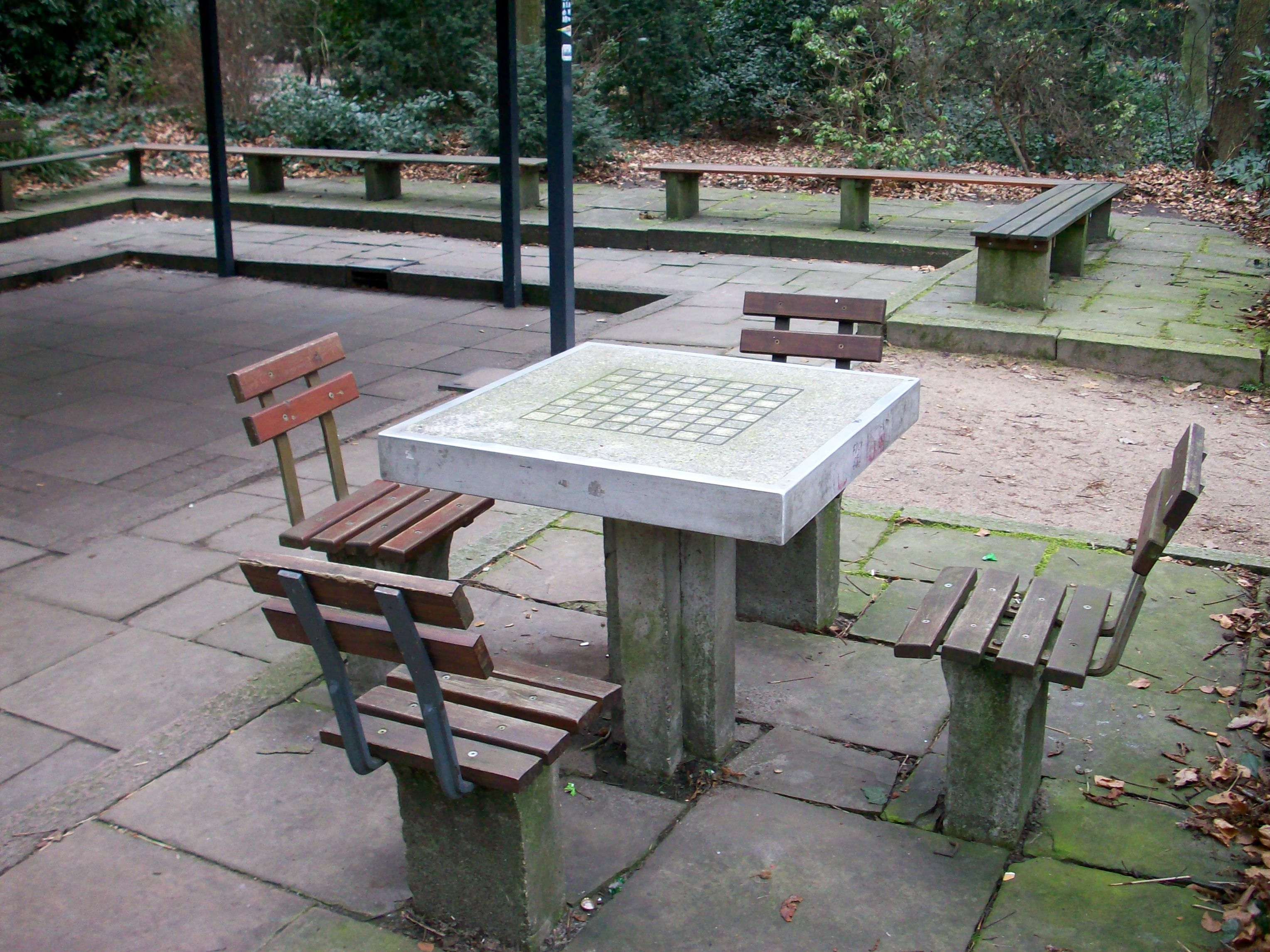
طاولة شطرنج في حديقة بحي هامبورغ هام بألمانيا.

طاولة الشطرنج هي طاولة تتميز بوجود رقعة شطرنج مدمجة على سطحها الخارجي ما يسمح لللاعبين بممارسة اللعبة من دون إحضار المعدات، أحيانا يتم تزويد الطاولة بدرجيـن يتم فيهما وضع قطع الشطرنج، يتم في أغلب طاولات الشطرنج نحت رقعها أو زخرفتها أو رسمها، كمـا أن استخدام هذا النوع من الطاولات لا يقتصر على لعب الشطرنج فقط ويمكن استخدامها لأغراض أخرى.
يتم صنع الطاولات من الخشب الصلب وأشهره روزوود، ماهوجني وخشب الأرز، وفضلا عـن ذلك يمكن أن تصنع من الإسمنت والبلاط، العديد من المدن والكليات توجد فيها طاولات شطرنج بحدائقها ومتنزهاتها وكذلك تقوم المقاهي بتوفير هذا النوع من الطاولات أحيانا.

## معرض الصور

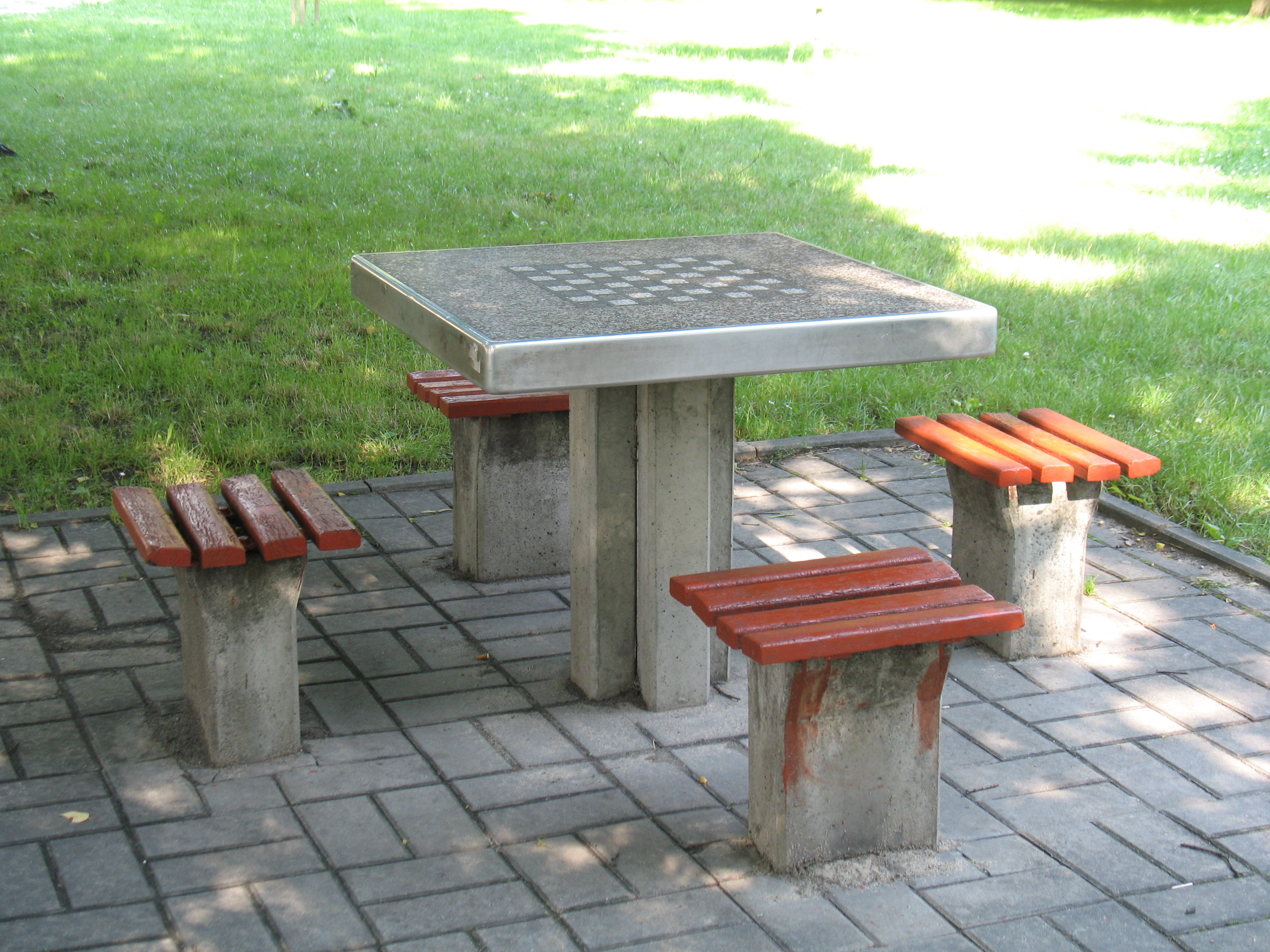
طاولة شطرنج.
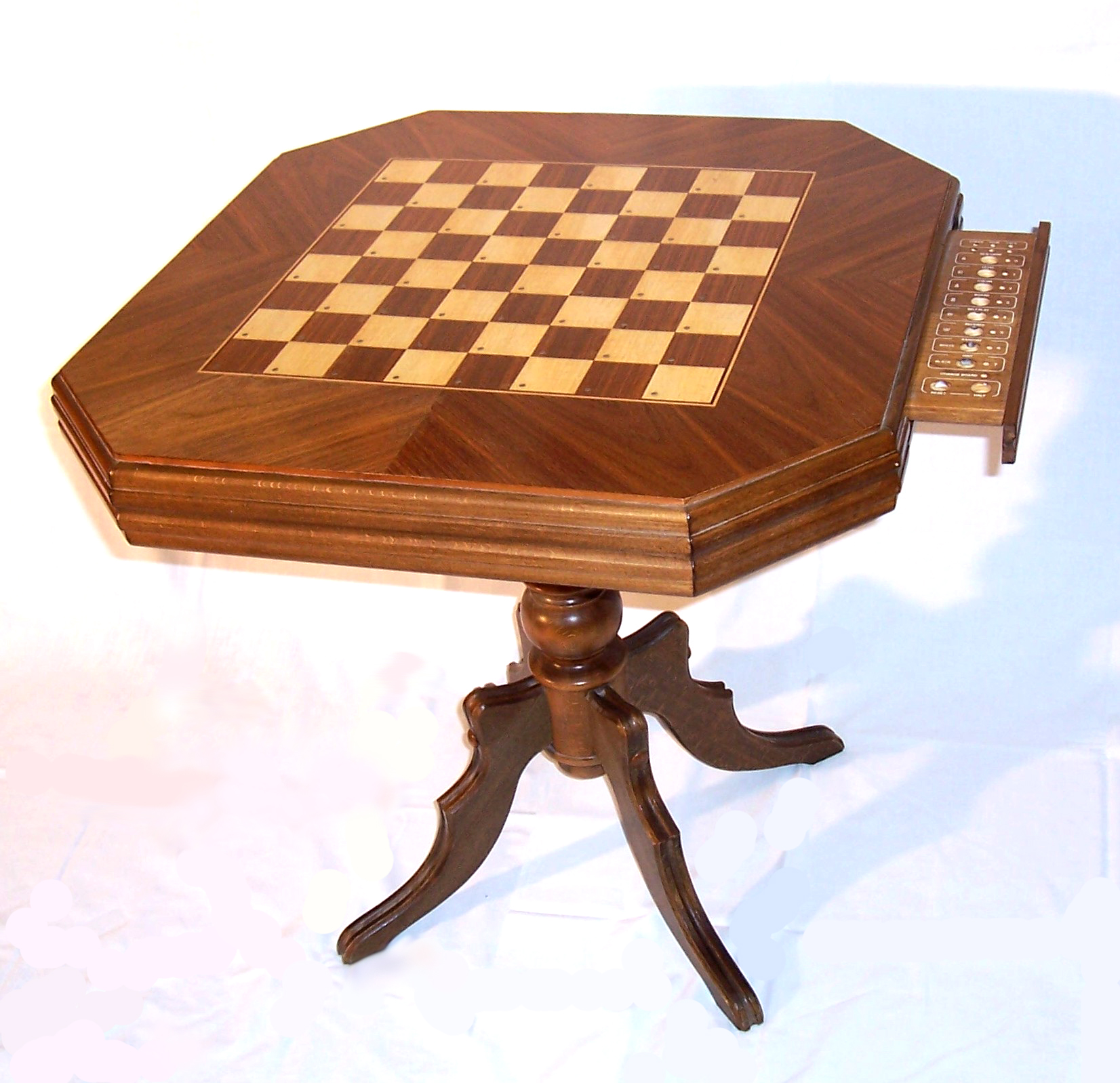
طاولة كمبيتر شطرنج.
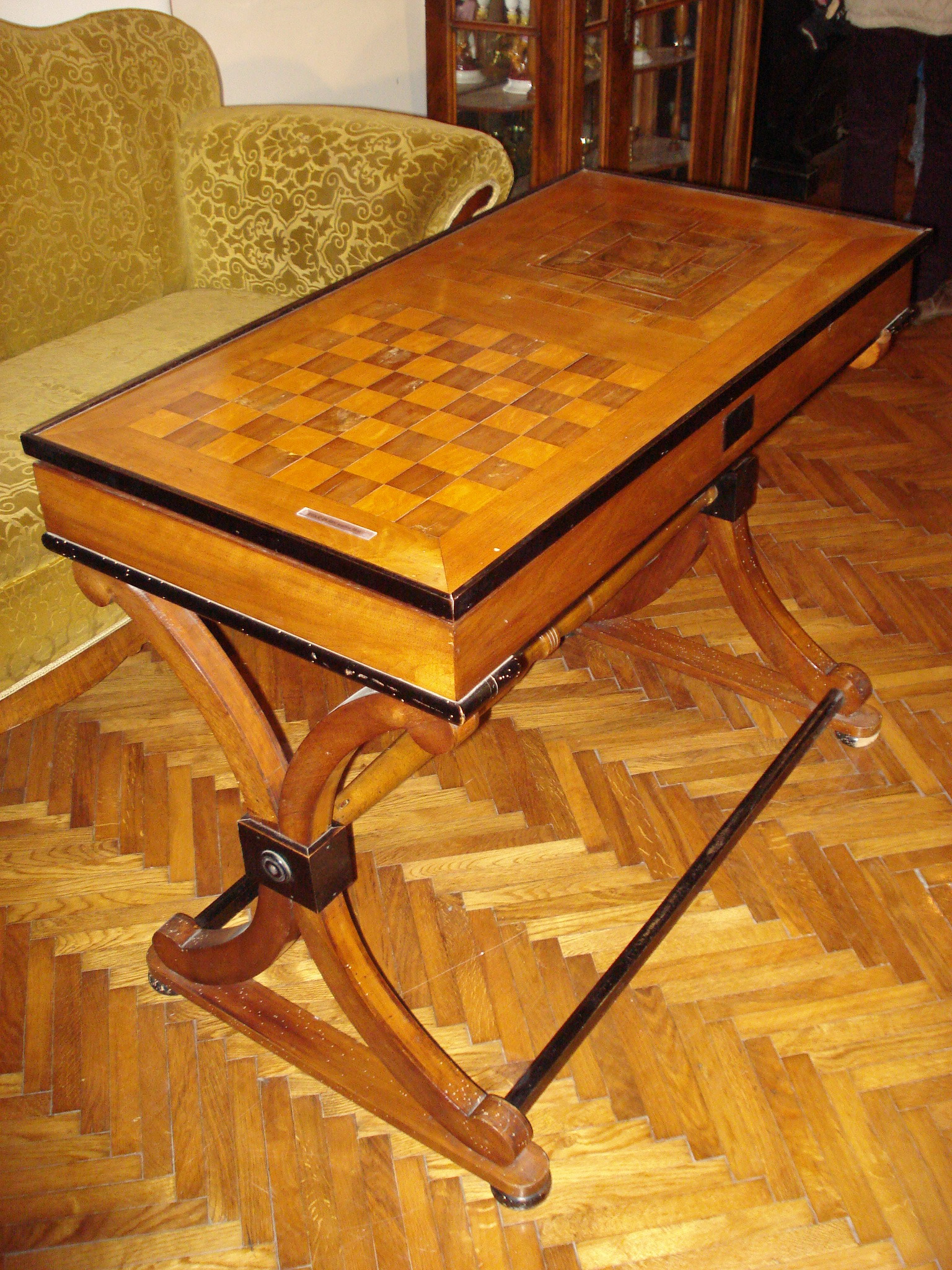
طاولة برقعتين للعب الشطرنج ولعبة ميل.
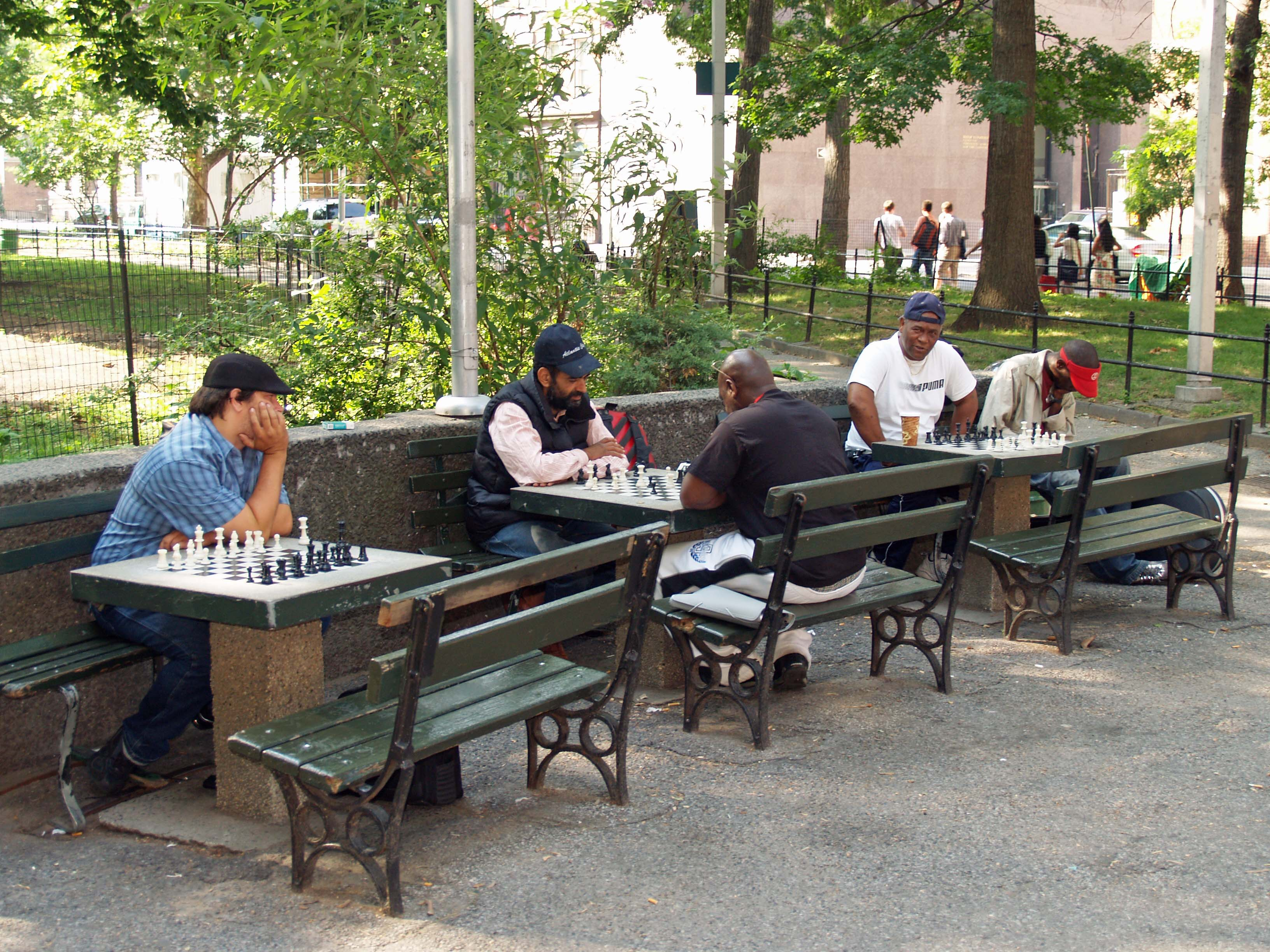
أشخاص يلعبون الشطرنج على طاولات شطرنج في حديقة نيويورك